# Gelam (Tambak)
Gelam is een bestuurslaag in het regentschap Gresik van de provincie Oost-Java, Indonesië. Gelam telt 1532 inwoners (volkstelling 2010).